# Jan Lucumí
Jan Franc Lucumi González (Cali, 11 febbraio 2004) è un calciatore colombiano, attaccante dell'América de Cali in prestito dal Boca Juniors de Cali.

## Carriera

### Club
Cresciuto nel settore giovanile del Boca Juniors de Cali, ha debuttato in prima squadra il l'11 febbraio 2021 nell'incontro di Categoría Primera B perso 1-0 contro l'Unión Magdalena; ha realizzato il suo primo gol il 3 settembre dell'anno successivo, contro il Deportes Quindío.
Il 2 febbraio 2024 è stato ceduto in prestito alla Fluminense, che lo ha inizialmente assegnato alla propria formazione Under-20; dopo aver disputato alcuni incontri nel Campionato Carioca ed in Coppa del Brasile, il 30 giugno ha esordito in Série A nella trasferta persa 1-0 contro il Grêmio; al termine della stagione è rientrato in Colombia, dove è stato girato in prestito all'América de Cali.

### Nazionale
Ha giocato con la nazionale colombiana Under-20.

## Statistiche

### Presenze e reti nei club
Statistiche aggiornate al 11 luglio 2025.
| Stagione        | Squadra              | Campionato      | Campionato | Campionato | Coppe nazionali | Coppe nazionali | Coppe nazionali | Coppe continentali | Coppe continentali | Coppe continentali | Altre coppe | Altre coppe | Altre coppe | Totale | Totale | Totale |
| Stagione        | Squadra              | Comp            | Pres       | Reti       | Comp            | Pres            | Reti            | Comp               | Pres               | Reti               | Comp        | Pres        | Reti        | Pres   | Reti   |        |
| --------------- | -------------------- | --------------- | ---------- | ---------- | --------------- | --------------- | --------------- | ------------------ | ------------------ | ------------------ | ----------- | ----------- | ----------- | ------ | ------ | ------ |
| 2021            | Boca Juniors de Cali | B               | 13         | 0          | CC              | 4               | 0               | -                  | -                  | -                  | -           | -           | -           | 17     | 0      |        |
| 2022            | Boca Juniors de Cali | B               | 28         | 2          | CC              | 2               | 0               | -                  | -                  | -                  | -           | -           | -           | 30     | 2      |        |
| 2023            | Boca Juniors de Cali | B               | 27         | 4          | CC              | 0               | 0               | -                  | -                  | -                  | -           | -           | -           | 27     | 4      |        |
| 2024            | Fluminense           | A/RJ+A          | 1+3        | 0          | CB              | 1               | 0               | CL                 | 0                  | 0                  | -           | -           | -           | 5      | 0      |        |
| 2025            | América de Cali      | A               | 19         | 0          | CC              | 0               | 0               | CS                 | 7                  | 1                  | -           | -           | -           | 26     | 1      |        |
| Totale carriera | Totale carriera      | Totale carriera | 91         | 6          |                 | 7               | 0               |                    | 7                  | 1                  |             | -           | -           | 105    | 7      |        |